# Château du Mont
Le château du Mont est situé dans la commune de Sazeray, dans le département de l'Indre et la région Centre-Val de Loire.

## Histoire
Le château du Mont est mentionné pour la première fois en 1385, dans un acte d'hommage que rend Guillaume des Ages, chevalier, seigneur du Mont, pour son "lieu et manoir du Mont". Les parties les plus anciennes remontent probablement au XIVe siècle. Le corps de logis principal, en forme de maison forte, a été édifié en 1457, et la vaste grange en 1640.
Le château et la seigneurie passent ensuite au XVe siècle à la famille de La Châtre, puis sont divisés entre deux seigneurs de 1540 environ à 1639. Le château est alors racheté et transformé par Sylvain de Bridiers puis par son fils Louis de Bridiers, qui meurt en 1694. La seigneurie, devenue un domaine de rapport, passe ensuite entre les mains de plusieurs familles qui n'y résident pas. Anne-Marie de Villaines, baronne de Sainte-Sévère, est la dernière dame du Mont avant la Révolution.

## Architecture
Tirant son nom des rochers sur lesquels il est bâti, le château du Mont se situe en rebord de plateau, et domine d'une vingtaine de mètres le petit vallon du Rio Brûlé. Le tracé carré de la cour close de murs, d'une cinquantaine de mètres de côté, est encore nettement visible. A l'angle sud-est se trouve une tour circulaire ainsi que les fondations d'un ancien corps de bâtiment ruiné après la Révolution. L'angle nord-ouest comporte les vestiges d'une tour carrée contenant anciennement la chapelle, visitée en 1734 par Frédéric-Jérôme de La Rochefoucauld, archevêque de Bourges.
Le bâtiment principal, d'une vingtaine de mètres de hauteur, consiste en un vaste rectangle flanqué sur chaque face principale d'une tour circulaire, celle du sud contenant l'escalier en vis, et celle du nord supportant deux latrines en bretèche. L'ensemble est couvert par une haute toiture à deux versants percée de lucarnes.